# Dolichomitus songxianicus
Dolichomitus songxianicus är en stekelart som beskrevs av Mao-Ling Sheng 2004. Dolichomitus songxianicus ingår i släktet Dolichomitus och familjen brokparasitsteklar. Inga underarter finns listade i Catalogue of Life.